# Kamenný rybník (Bolevec)
Kamenný rybník, zvaný též Kameňák, je součástí rybniční soustavy na Boleveckém potoce a jeho přítocích na severním okraji města Plzně.

## Historie

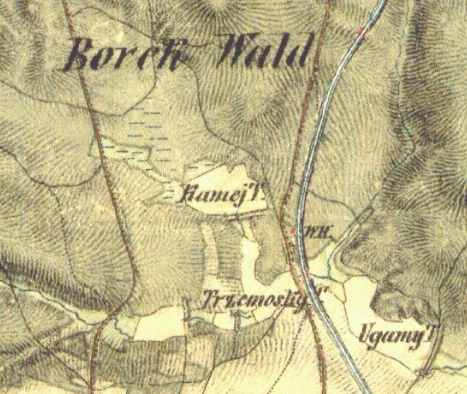
Kamenný rybník na mapě II. vojenského mapování z let 1836–1852

Rybník byl založen po roce 1460 jako součást původní středověké soustavy. Dlouho sloužil jako rybochovný (původně jako výtažný k odchovu kaprů následně přesazovaných do Velkého rybníka, občas jako hlavní), v současnosti je určen především k rekreačním účelům, byť koupání komplikuje přilnavá vazkost vody. V roce 1994 bylo dokončeno odbahnění a rekonstrukce rybníka, jeho následné napouštění trvalo 20 měsíců. V roce 2002 byl v hrázi vybudován přepad. Rybník není s ohledem na potřeby přírodní rezervace vypouštěn, rybáři na něm nedělají výlovy a udržují v něm jezerní společenstvo ryb s vysokým podílem dravých ryb.

## Přírodní podmínky
Rybník je napájen přítoky a prameny ze západního rašeliniště a odvodňován bezejmennou vodotečí odtékající od mohutné jižní hráze k jihu do nedalekého Třemošenského rybníka. Rybník má rozlohu 5,2 ha a pokud se započítají i porosty rákosu při vtoku, vzroste na 7,5 ha. V minulosti byl ještě rozlehlejší, byl však postupně zanesen sedimenty z přítoků. Tvar nádrže je oválný se dvěma drobnými zálivy na severu, délka ve směru západ-východ je přibližně 380 m, šířka ve směru sever-jih je přibližně 190 m. Na rozdíl od všech ostatních rybníků bolevecké soustavy má voda hnědý nádech díky výluhům z rašelinišť, při pohledu z letadla se rybník jeví temným. Podle Richarda Havelky ze
Správy veřejného statku města Plzně je voda svým složením podobná vodě v jezerech ve Finsku. Rybník je obklopen borovým lesem, jen na západě a severozápadě je ohraničen loukou přecházející v rašeliniště (viz část Přírodní rezervace). Severovýchodní pláž je písčitá, s volejbalovým hřištěm. V nejbližším okolí vodní plochy jsou dobře patrné početné výchozy pískovcové skály, které daly rybníku jméno.

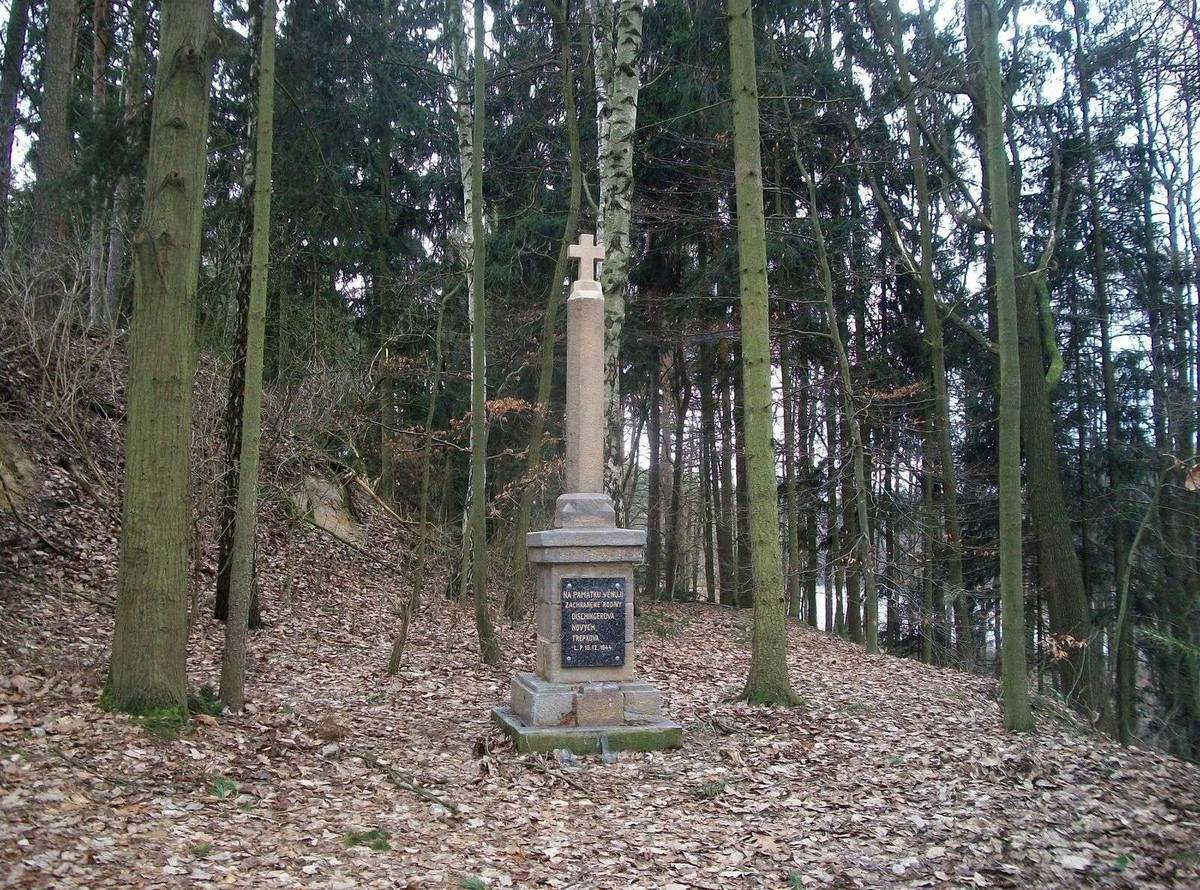
Kříž na památku náletu z 16. prosince 1944

## Okolí
U hráze rybníka fungovala dřevěná výletní restaurace U Trepků, kterou v roce 1970 nahradila novostavba. Jihovýchodně od rybníka byla roku 1852 postavena lesovna Sofronka pro dva hajné. Při náletu spojeneckých vojsk 16. prosince 1944 byla přímo zasažena a částečně zničena. Záchranu lidských životů připomínají boží muka poblíž hráze. V zahradě lesovny (zhruba v místech restaurace z roku 1970) stávala sluneční luštírna lesních semen. Šišky se zde při pěkném počasí vystavovaly na slunce, aby se vlivem tepla otevřely a umožnily sběr semen. V současnosti slouží Sofronka jako hájovna městských lesů.

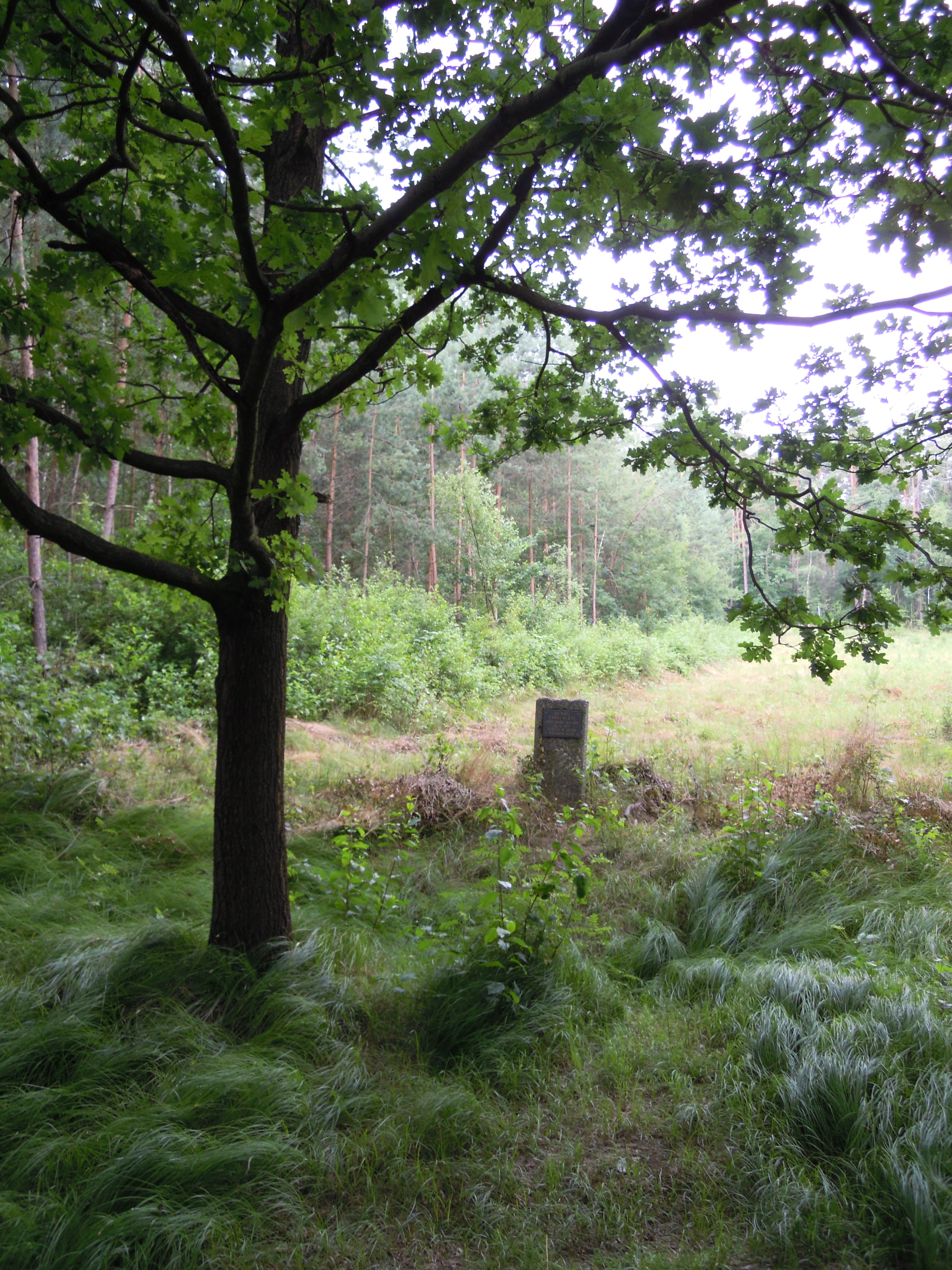
Pomníček „Letzter Hase“

Nálety na Plzeň připomíná také 126 kráterů od bomb v okolních lesích, které vytvořily stanoviště s vlhčím prostředím. Některé z nich jsou trvale zatopeny podzemní vodou.
Nedaleko západního okraje rybníka se nachází pomníček Letzter Hase. Pamětní deska upevněná na malém kamenném podstavci připomíná místo, kde obchodník Karel Klotz střelil dne 25. října 1877 v 81 letech svého posledního zajíce (Klotz zemřel 22. února 1879). Původně byl nápis na litinové tabulce v němčině, nová deska s českým nápisem byla odhalena v roce 2011.

## Základní údaje

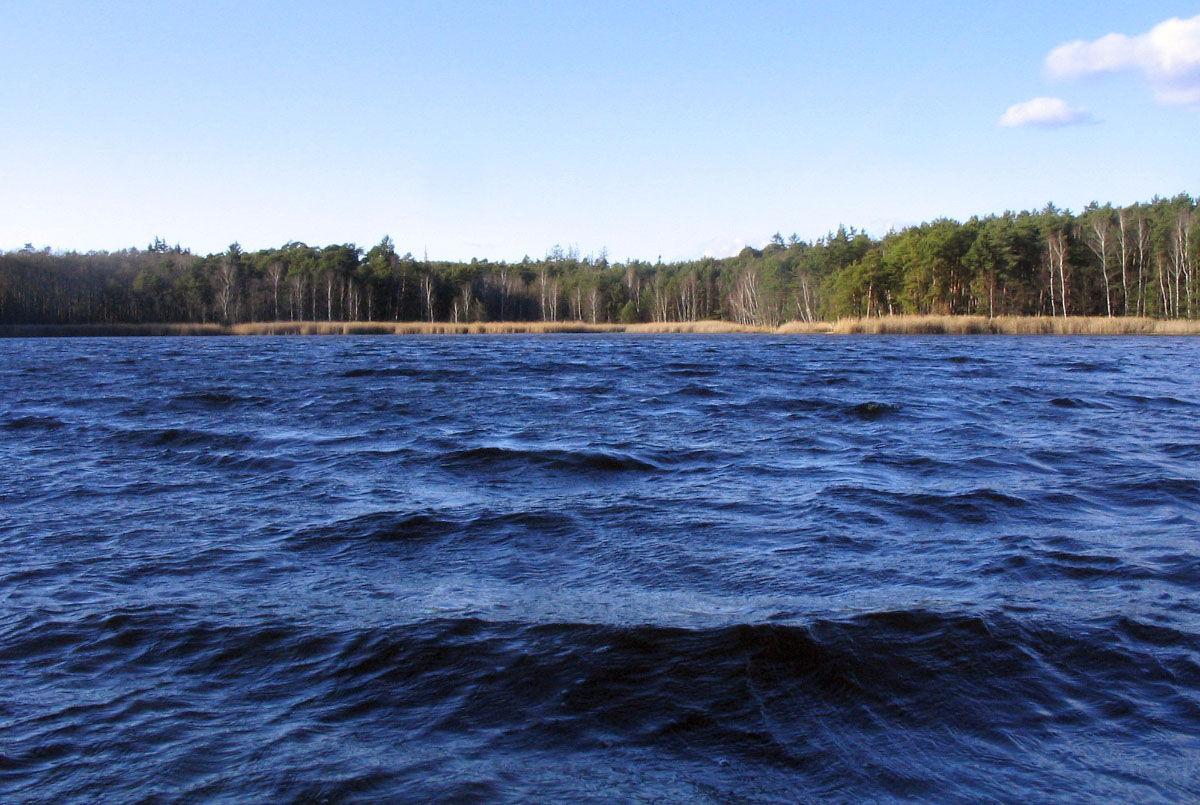
Hladina a západní břeh

| Lesnatost povodí | 100 %      |
| 355denní voda    | 0,001 m³/s |

Údaje z roku 1998.

## Přírodní rezervace
Při vtoku na západním okraji rybníka je vrchovištní rašeliniště přecházející v rašelinný les. Do rezervace patří také Kamenná louka, slatinná (vlhká) louka s výskytem vzácných druhů rostlin, která postupně zarůstá přirozenou olšinou.
Botanici se o území navazující na Kamenný rybník zajímají od druhé poloviny 19. století (L. Čelakovský roku 1874, P. Hora roku 1883) a již roku žádal František Maloch město Plzeň o ochranu místního lesa. Území bylo Josefem Sigmondem roku 1913 vyloučeno z běžného hospodářského využití a roku 1930 bylo území na návrh D. Šaška chráněno jako přírodní památka. V roce 1953 prohlásilo Ministerstvo školství a osvěty výnosem č.j. 101.583/53-D-II/3 ze dne 18. dubna porosty a květenu na rašeliništi přírodní rezervací. V 80. letech bylo navrženo rozšíření území i předmět ochrany, které bylo potvrzeno vyhláškou Rady města Plzně č. 31/1997 ze dne 28. 8. 1997. V současnosti je rozloha chráněného území 11,3835 ha.
V místě mělké nivy přítoků pozdějšího Kamenného rybníka s několika prameny na podloží kyselých arkóz svrchního karbonu se přibližně na přelomu letopočtu (dle Kriesla) vytvořilo rašeliniště, jehož dnešní ložisko je 120 cm silné. Rozbory pylu ze spodních vrstev prokázaly přítomnost borovice a ojediněle jedle.
Ač byla část rašeliniště v polovině 19. století odvodněna a dnešní les byl na této ploše uměle vysazen, zůstaly zachovány typické druhy rostlin rašeliniště i jejich společenstva včetně živočichů. Lze najít rašelinné bory, bažinné olšiny, rákosové a sítinové, rašeliništní a ponořené porosty. Mezi dřevinami dominuje borovice, dále je zastoupena bříza bělokorá, bříza pýřitá, bříza bradavičnatá, olše lepkavá, smrk, jeřáb ptačí, topol osika, vrba jíva, svída krvavá a krušina olšová. Typickými rostlinami rezervace jsou suchopýr pochvatý, sedmikvítek evropský, klikva bahenní, vlochyně bahenní, masožravá rosnatka okrouhlolistá, ostřice plstnatoplodá, rákos obecný a další. Rašeliník je zastoupen 13 druhy.
Přesto je území dlouhodobě ovlivňováno lidskou činností, v poslední době představovanou především živelnou rekreací. Když J. Sofron v letech 1981 a 1982 porovnával tehdy aktuální stav se starší literaturou, musel konstatovat až 60% snížení počtu rostlinných druhů. Např. vachta trojlistá se v rezervaci v meziválečném období vyskytovala hojně.
Botanici spekulují o původnosti zdejšího smrku. Ten mohl přirozeně sestoupit i do nižších poloh ve směsi s dubem a jelikož snáší i podmáčené až zrašelinělé půdy, mohl na rašelinách Kamenného rybníka a v nedaleké rezervaci Petrovka najít útočiště. K přežití takové původní populace by dle K. Kaňáka přispělo ochlazení v tzv. malé době ledové (cca 1300–1700). Při předpokladu těžby dřeva ve zdejších lesích od 13. až 14. století se smrk mohl šířit na vzniklé paseky, neboť produkuje více semen než jiné stromy. Od 17. století však mohl být smrk také záměrně vyset či později vysazen. Jeden ze smrků je také nejvyšším a nejmohutnějším stromem rezervace; roste v severozápadním rohu území, jeho výška je 34 m, průměr ve výčetní výšce je 85 cm a obvod 270 cm.
Rezervace patří dle IUCN (World Conservation Union) mezi řízené rezervace (kód IV).

## Galerie

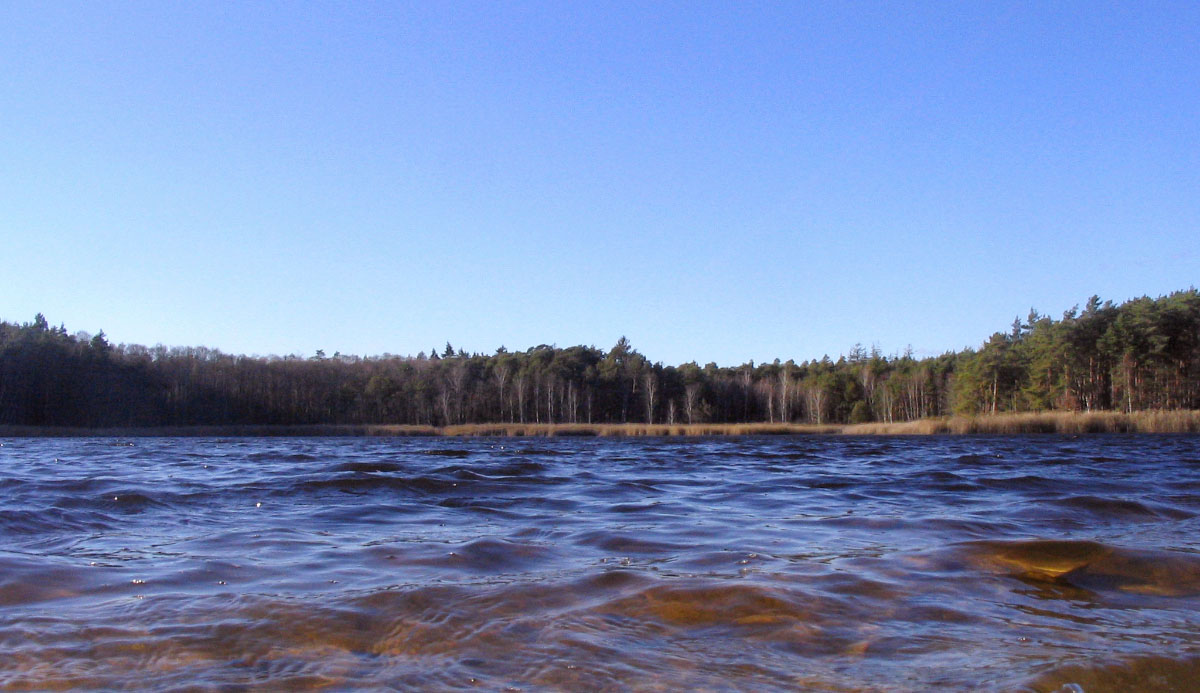
Hladina a rákosí na západním konci
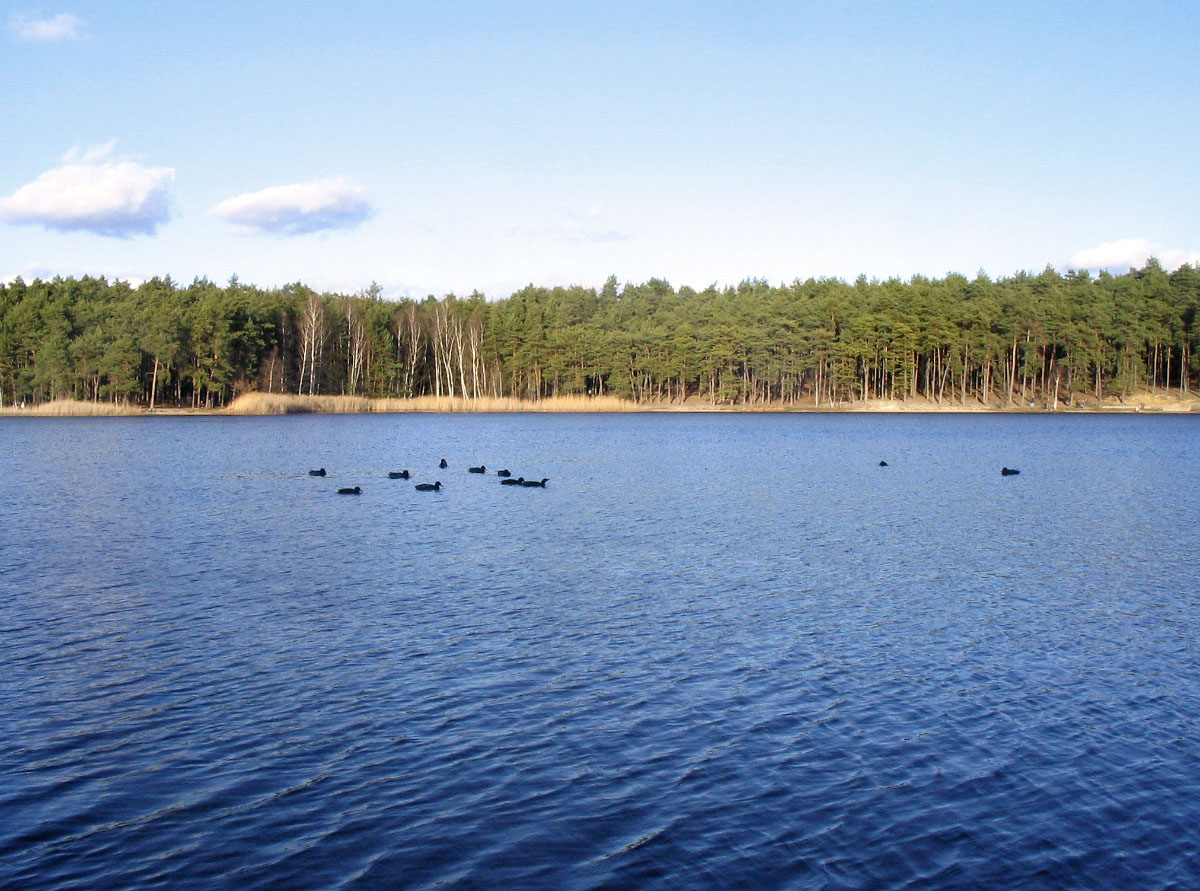
Vodní ptactvo a severní břeh
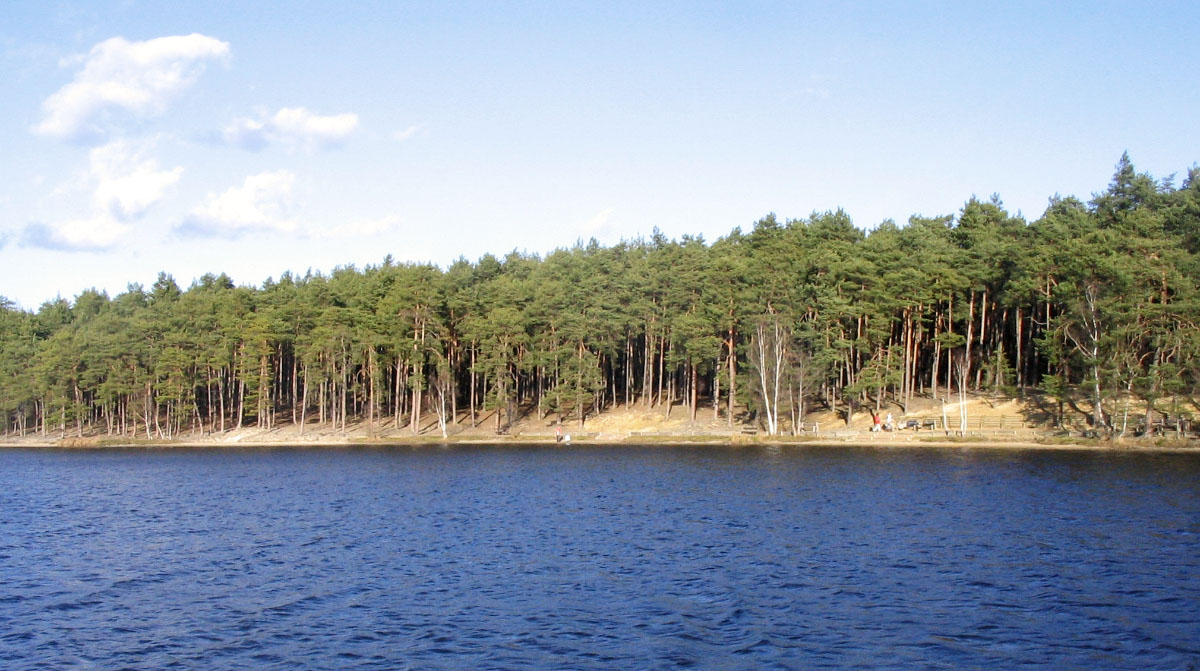
Borový les na severovýchodním břehu
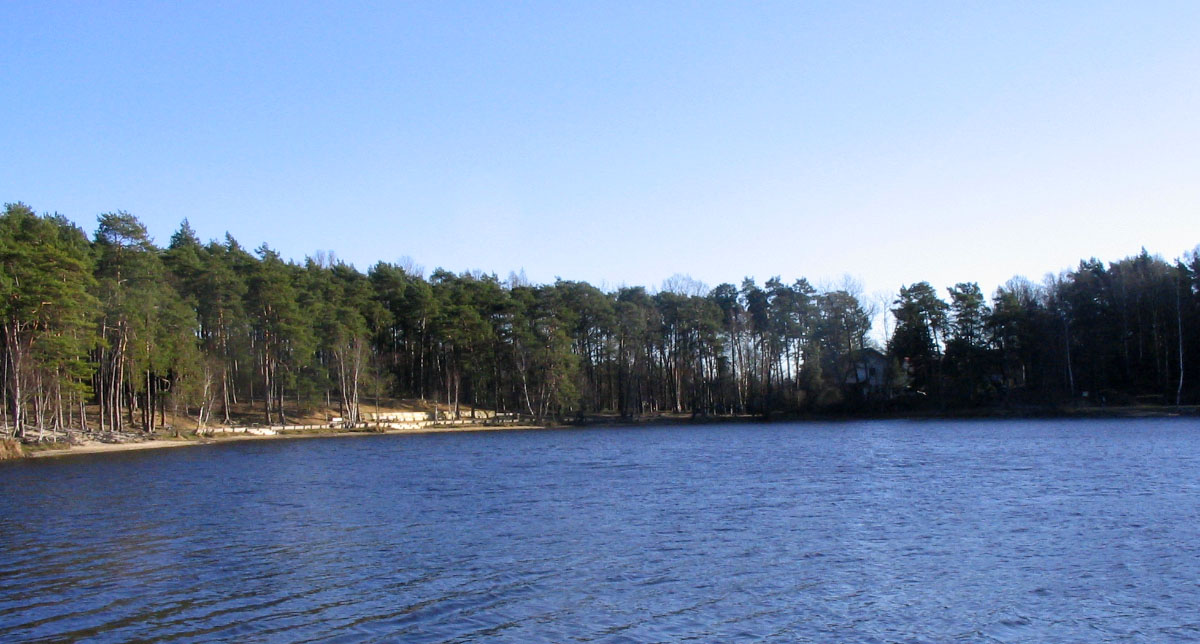
Východní cíp s restaurací